# Liste der Biografien/Steh
Liste der Biografien |
Portal Biografien |
Personensuche
# |
A |
B |
C |
D |
E |
F |
G |
H |
I |
J |
K |
L |
M |
N |
O |
P |
Q |
R |
S |
T |
U |
V |
W |
X |
Y |
Z |
?
 
Sa |
Sb |
Sc |
Sd |
Se |
Sf |
Sg |
Sh |
Si |
Sj |
Sk |
Sl |
Sm |
Sn |
So |
Sp |
Sq |
Sr |
Ss |
St |
Su |
Sv |
Sw |
Sy |
Sz
 
Sta |
Ste |
Sth |
Sti |
Stj |
Stl |
Sto |
Str |
Sts |
Stt |
Stu |
Stv |
Stw |
Sty
 
Stea |
Steb |
Stec |
Sted |
Stee |
Stef |
Steg |
Steh |
Stei |
Stej |
Stek |
Stel |
Stem |
Sten |
Steo |
Step |
Ster |
Stes |
Stet |
Steu |
Stev |
Stew |
Stey |
Stez
Die Liste der Biografien führt alle Personen auf, die in der deutschsprachigen Wikipedia einen Artikel haben. Dieses ist eine Teilliste mit 72 Einträgen von Personen, deren Namen mit den Buchstaben „Steh“ beginnt.

## Steh

### Stehe
- Stéhelin, Dominique (1943–2019), französischer Molekularbiologe

### Stehf
- Stehfen, Friedrich (1809–1879), deutscher Landwirt, Begründer eines Erziehungsheims und einer Präparandenanstalt
- Stehfest, Edith (* 1995), deutsche Sängerin, Musikerin, Schauspielerin und Autorin
- Stehfest, Eric (* 1989), deutscher Schauspieler und AutorEric Stehfest (* 1989)

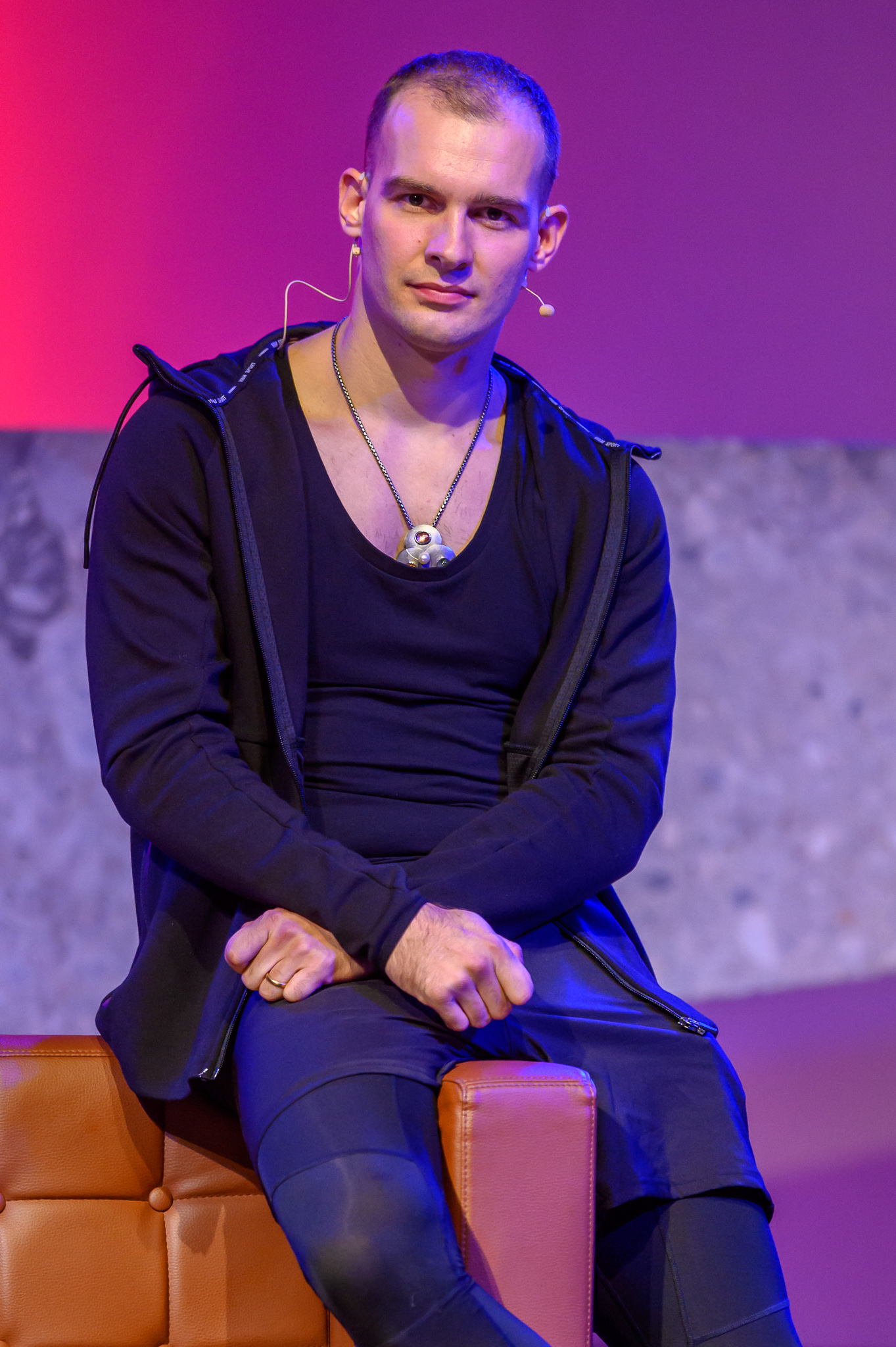
Eric Stehfest (* 1989)

- Stehfest, Reinhard (* 1947), deutscher Ministerialbeamter

### Stehk
- Stehkämper, Hugo (1929–2010), deutscher Historiker und Archivar

### Stehl
- Stehl, Anabelle (* 1993), deutsche Autorin und Bloggerin
- Stehl, Lutz (* 1948), deutscher Schriftsteller, Maler und Lehrer
- Stehle, Adalbert (1876–1935), deutscher Verwaltungsbeamter
- Stehle, Adelina (1861–1945), österreich-italienische Opernsängerin (Sopran) und Gesangslehrerin
- Stehle, Anselm (1925–2011), deutscher Kaufmann und Senator (Bayern)
- Stehle, Benedikt (1801–1867), deutscher Verwaltungsbeamter
- Stehle, Benedikt (* 1984), deutscher Schlagzeuger
- Stehle, Dominik (* 1986), deutscher Skirennläufer
- Stehle, Emil (1926–2017), deutscher römisch-katholischer Geistlicher, Bischof von Santo Domingo de los Colorados
- Stehle, German Otto (1912–1987), deutscher Politiker (CDU), MdB
- Stehle, Hansjakob (1927–2015), deutscher Historiker und Publizist
- Stehle, Heinz (1922–2014), deutscher Wirtschaftsprüfer und Honorarprofessor
- Stehle, Helli (1907–2017), Schweizer Schauspielerin und Radiomoderatorin
- Stehle, Johannes (* 1981), deutscher Skirennläufer
- Stehle, Josef (* 1800), deutscher Verwaltungsbeamter
- Stehle, Katrin (* 1972), deutsche Schriftstellerin
- Stehle, Manfred (* 1947), deutscher politischer Beamter (SPD)
- Stehle, Nico (* 1981), deutscher Tischtennisspieler
- Stehle, Philip (1919–2013), US-amerikanischer Physiker
- Stehle, Simon (* 2001), deutscher Fußballspieler
- Stehle, Sophie (1842–1921), deutsche Opernsängerin (Sopran)
- Stehle, Thilo (* 1962), deutscher Biochemiker und Strukturbiologe
- Stehle, Thomas (* 1980), deutscher FußballspielerThomas Stehle (* 1980)

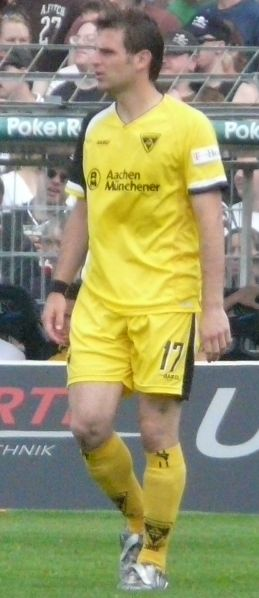
Thomas Stehle (* 1980)

- Stehle, Vinzenz (1901–1967), deutscher Politiker (NSDAP), MdR
- Stehler, Philipp (* 1988), deutscher Schauspieler und Reality-TV-Darsteller
- Stehli, Georg (1883–1951), deutscher Naturkundler und Autor
- Stehli, Jean-Claude (1923–2001), Schweizer Maler und Zeichner
- Stehli, Robert (1930–2018), Schweizer Dirigent und Orchestergründer
- Stehli, Stephen Gerhard (* 1961), deutscher Jurist und Politiker (CDU)
- Stehli-Hausheer, Rudolf (1816–1884), Schweizer Unternehmer und Politiker (FDP)
- Stehlík, Bohumír (* 1990), tschechischer Pianist
- Stehlik, Egon (1921–1996), deutscher Fußballspieler
- Stehlik, Henrik (* 1980), deutscher Trampolinturner
- Stehlík, Jan (* 1985), tschechischer Handballspieler
- Stehlik, Martin (* 1989), österreichischer Fußballspieler
- Stehlík, Richard (* 1984), slowakischer Eishockeyspieler
- Stehlíková, Džamila (* 1962), tschechisch-kasachische Ärztin, Hochschullehrerin und Politikerin
- Stehlin, Achaz (1808–1885), Vizepräsident der badischen verfassungsgebenden Versammlung 1849
- Stehlin, Albert (1900–1969), deutscher römisch-katholischer Geistlicher und Caritaspräsident
- Stehlin, Fritz (1861–1923), Schweizer Architekt
- Stehlin, Hans Georg (1806–1871), Schweizer Unternehmer
- Stehlin, Hans Georg (1870–1941), Schweizer Paläontologe
- Stehlin, Johann Jakob der Ältere (1803–1879), Schweizer Politiker (FDP)
- Stehlin, Johann Jakob der Jüngere (1826–1894), Schweizer Architekt
- Stehlin, Karl (1859–1934), Schweizer Jurist, Politiker, Archäologe und Historiker
- Stehlin, Karl Rudolf (1831–1881), Schweizer Wirtschaftsführer und Politiker
- Stehling, Moritz (* 1987), deutscher Fußballtorhüter
- Stehlmann, Bernhard (1854–1939), deutscher Postsekretär, Heimatforscher und Komponist

### Stehm
- Stehmann, Adolf († 1938), deutscher Jurist, Justizrat Industrie-Manager und Kunstsammler
- Stehmann, Bernd (* 1965), deutscher Neonazi
- Stehmann, Matthias (* 1943), deutscher Ichthyologe
- Stehmann, Siegbert (1912–1945), deutscher evangelischer Geistlicher und Dichter
- Stehmer, Wolfgang (* 1951), deutscher Politiker (SPD), MdL

### Stehn
- Stehn, Erich (1920–1986), deutscher Politiker (CDU), MdL

### Stehr
- Stehr, Christopher (* 1967), Ökonom und Professor für Internationales Management
- Stehr, Diethelm (* 1945), deutscher Politiker (CDU), MdHB
- Stehr, Hagen (* 1941), deutsch-australischer Thunfischzüchter und Unternehmer
- Stehr, Harald (* 1980), deutscher Säbelfechter und Rechtsanwalt
- Stehr, Heinz (* 1946), deutscher Politiker (DKP)
- Stehr, Hermann (1864–1940), Schriftsteller des deutschen NaturalismusHermann Stehr (1864–1940)

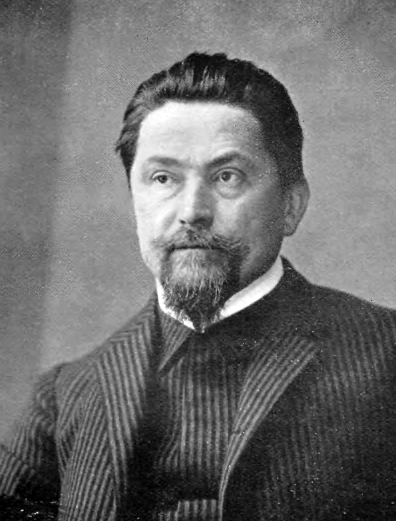
Hermann Stehr (1864–1940)

- Stehr, Hermann (1937–1993), deutscher Bildhauer und Maler
- Stehr, Klemens (1930–2019), deutscher Pädiater
- Stehr, Manuela (* 1957), deutsche Filmproduzentin
- Stehr, Nico (* 1942), deutscher Kulturwissenschaftler, Hochschullehrer und Autor
- Stehrenberg, Kai-Olaf (* 1980), deutscher Liedermacher und Gitarrist
- Stehrer, Erik (* 2007), österreichischer Fußballspieler